# Saint-Priest-des-Champs
Saint-Priest-des-Champs ist eine französische Gemeinde mit 726 Einwohnern (Stand: 1. Januar 2022) im Département Puy-de-Dôme in der Region Auvergne-Rhône-Alpes. Die Gemeinde gehört zum Arrondissement Riom und zum Kanton Saint-Éloy-les-Mines (bis 2015: Kanton Saint-Gervais-d’Auvergne). Die Einwohner werden Saint-Priestois genannt.

## Lage
Saint-Priest-des-Champs liegt etwa 29 Kilometer westnordwestlich von Riom und etwa 34 Kilometer nordwestlich von Clermont-Ferrand. Der Fluss Sioule bildet die südöstliche Gemeindegrenze. Im Osten verläuft sein Zufluss Chalamont, der hier auch mündet. Umgeben wird Saint-Priest-des-Champs von den Nachbargemeinden Espinasse im Norden und Nordwesten, Saint-Julien-la-Geneste und Gouttières im Norden, Saint-Gervais-d’Auvergne im Osten und Nordosten, Sauret-Besserve im Osten, Les Ancizes-Comps im Südosten, Miremont im Süden sowie Biollet im Westen.

## Bevölkerungsentwicklung
| Jahr                       | 1962 | 1968 | 1975 | 1982 | 1990 | 1999 | 2006 | 2013 |
| Einwohner                  | 1009 | 1026 | 800  | 710  | 662  | 678  | 695  | 740  |
| Quellen: Cassini und INSEE |      |      |      |      |      |      |      |      |

## Sehenswürdigkeiten
- Kirche La Nativité-de-Saint-Jean-Baptiste

## Gemeindepartnerschaft
Mit der deutschen Gemeinde Hohentengen in Baden-Württemberg besteht über die Communauté de communes Cœur de Combrailles eine Partnerschaft. Eine weitere Partnerschaft besteht mit der spanischen Gemeinde Talavera in Katalonien.

## Weblinks

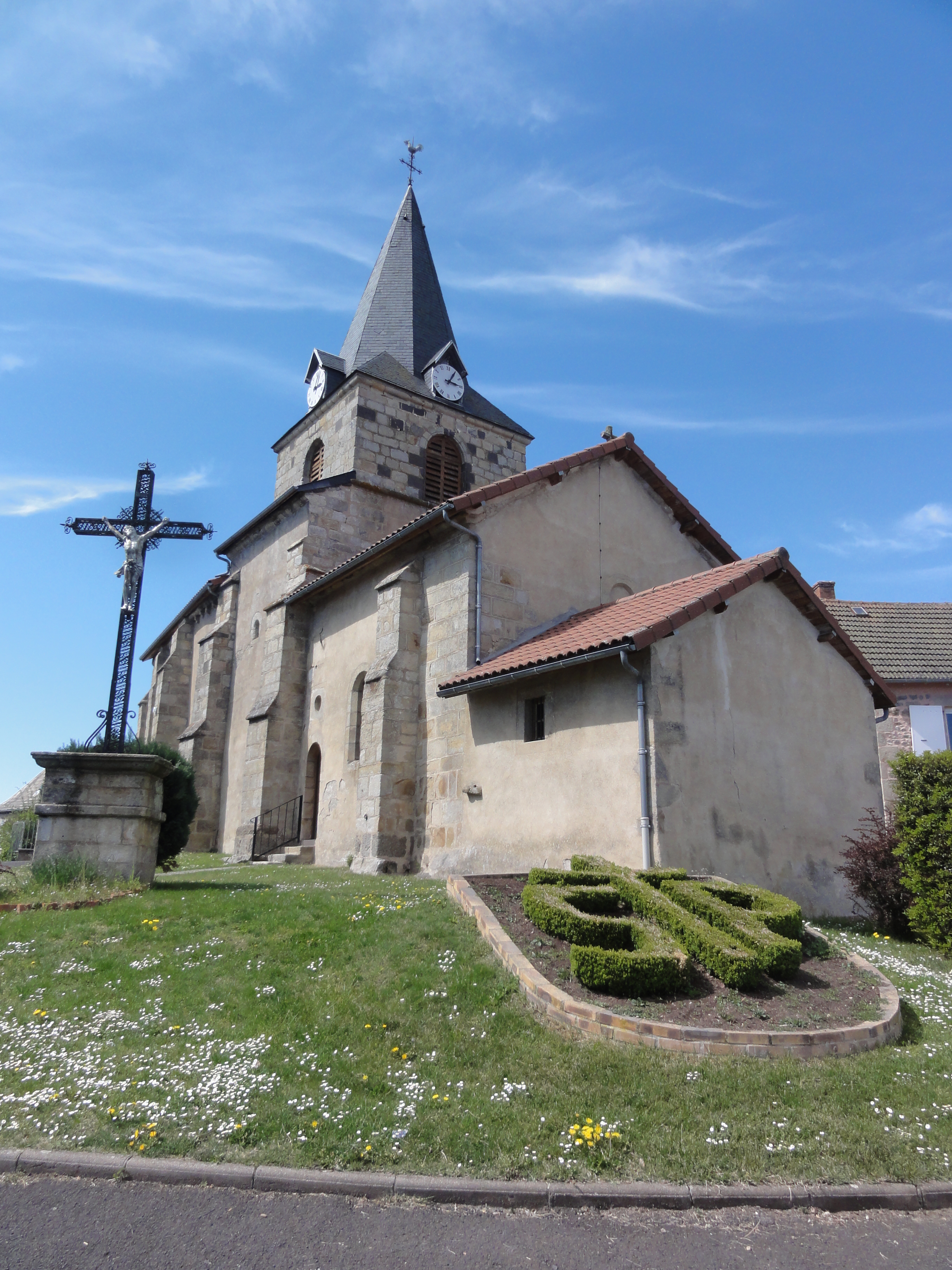
Kirche La Nativité-Saint-Jean-Baptiste